# Ivan Fatić
Ivan Fatić (Pljevlja, Montenegro, 21 de agosto de 1988) es un futbolista montenegrino. Juega de defensa, su primer club fue el Inter de Milán en el 2007 y su equipo actual es el Hellas Verona de la Serie A de Italia.

## Selección nacional
Ha sido internacional con la Selección de fútbol de Montenegro con la que ha jugado 3 partidos internacionales.

## Clubes
| Club               | País   | Año       |
| ------------------ | ------ | --------- |
| Inter de Milán     | Italia | 2007-2008 |
| Vicenza Calcio     | Italia | 2008      |
| Salernitana Calcio | Italia | 2009      |
| Genoa CFC          | Italia | 2009-2010 |
| AC Cesena          | Italia | 2011-2012 |
| Hellas Verona      | Italia | 2012-     |

- Datos: Q983135